# Liste der Kulturdenkmale in Podelwitz (Colditz)
In der Liste der Kulturdenkmale in Podelwitz sind die Kulturdenkmale des Colditzer Ortsteils Podelwitz verzeichnet, die bis Mai 2024 vom Landesamt für Denkmalpflege Sachsen erfasst wurden (ohne archäologische Kulturdenkmale). Die Anmerkungen sind zu beachten.
Diese Aufzählung ist eine Teilmenge der Liste der Kulturdenkmale in Colditz.

## Podelwitz
| Bild           | Bezeichnung | Lage                                                                                        | Datierung | Beschreibung | ID       |
| -------------- | --- | ------------------------------------------------------------------------------------------- | --- | --- | -------- |
| Weitere Bilder | Straßenbrücke über die Mulde | (Gemarkung Podelwitz, Flurstücke 175 und 167/2; Gemarkung Maaschwitz, Flurstück 64) (Karte) | 1894–1895 | Landschaftsgestaltende Bedeutung, gute architektonische Ausbildung, bau-, verkehrs- und technikgeschichtlich von Bedeutung. Vierjochig, Natursteinmauerwerk, im Kern Beton. | 08970870 |
| Weitere Bilder | Ehemalige Schmiede | Am Hofegarten 1 (Karte)                                                                     | Um 1800 | Fachwerkbau, straßenbildprägende Lage am Ortseingang, orts- und baugeschichtliche Bedeutung. Massives Erdgeschoss, Obergeschoss Fachwerk, Satteldach. | 08970866 |
|                | Häuslerhaus | Am Hofegarten 4 (Karte)                                                                     | Um 1820 | Obergeschoss Fachwerk, eines der wenigen Häuser im ursprünglichen Erscheinungsbild, heimat- und baugeschichtlich von Bedeutung. Erdgeschoss massiv, Satteldach, Giebel verschiefert, hinterer Teil massiv erweitert. | 08970865 |
| Weitere Bilder | Schloss und Rittergut Podelwitz (Sachgesamtheit) | Am Schloß 1, 2, 3, 4 (Karte)                                                                | 16.–19. Jahrhundert (Rittergut); um 1880 (Gutspark) | Sachgesamtheit Schloss und Rittergut Podelwitz b. Colditz, mit folgenden Einzeldenkmalen: Schloss (Am Schloß 1), drei Wirtschaftsgebäude auf der Ostseite (Am Schloß 4 und die beiden südlich anschließenden Bauten), ehemalige Brennerei (südlich gegenüber Am Schloß 2), Bedienstetenwohnhaus (ohne Anschrift, südlich der Brennerei) und Gutsscheune (neben Am Schloß 2), zwei Brücken und Taubenhaus (08970860) sowie Gutsgarten und Gutspark (Gartendenkmale) mit Aussichtspunkt auf dem Nixstein, weiterhin mit folgenden Sachgesamtheitsteilen: ehemaliges Wirtschaftsgebäude (Am Schloß 2/3), Bergkeller, Gelände, Toreinfahrt und Einfriedung des ehemaligen Rittergutsareals; eines der schönsten Rittergutsschlösser der Renaissancezeit in Sachsen, charakteristische Wirtschaftsbauten des 19. Jahrhunderts, ortsgeschichtliche, kulturgeschichtliche, baugeschichtliche, künstlerische sowie landschaftsgestaltende und städtebauliche (ortsbildprägende) Bedeutung. Gutsgarten und Gutspark: - Gartenteile: - Gutsgarten: regelmäßig angelegter kleiner Garten westlich des Schlosses, der vom heute trockenen Wallgraben eingeschlossen wird - Schlosshof: östlich des Schlosses befindlicher befestigter Hof mit ehemals sechs Linden - Gutspark: landschaftlich gestaltete kleine Anlage östlich des Schlosshofes - Geschichte: 17. Jahrhundert Nachweis eines Lusthauses an der Stelle des heutigen Nixsteins, 1831 Pflanzung der Constitutionslinde, um 1880 Anlage des Gutsparks (vgl. dazu die Äquidistantenkarten von 1876, in der der Park noch nicht dargestellt ist, und von 1889 im Stadtarchiv Leipzig, in der die Wege des Parks verzeichnet sind), 1960er/1970er Jahre Verfüllung des östlichen Wallgrabens - Bauliche Schutzgüter: - Einfriedung: Bruchsteinmauern an der nördlichen, südlichen und westlichen Gutsgrenze, der westliche Garten und der östliche Schlosshof werden je von einer separaten Bruchsteinmauer eingefasst, der Graben ist teilweise durch Bruchsteinmauern befestigt, östlich des Schlosses Zufahrtstor mit zweiflügligem Ziergitter und massiven Torpfeilern aus verputzten Ziegelmauerwerk mit Bekrönungen aus Porphyr - Wegesystem: regelmäßiges Wegesystem mit Wegekreuz und wassergebundener Decke im westlich des Schlosses gelegenen Garten, östlicher Schlosshof mit Porphyrpflaster und großformatigen Porphyrplatten befestigt, landschaftliche Wege im Gutspark, Wegesystem vereinfacht - Gartenbauten: das oben erwähnte Lusthaus auf dem Nixstein ist nicht erhalten, lediglich ein befestigtes Felsplateau ist noch vorhanden, der westliche Garten wird von Westen und Norden durch je eine Brücke über den Wallgraben erschlossen - Gartenausstattung: zwei Tische und ein Bankteil aus Porphyrtuff im westlichen Garten - Wasserelemente: Springbrunnen im zentralen Wegekreuz des westlichen Gartens, derzeit bepflanzt - Vegetation: - wertvoller Altgehölzbestand u. a. die Constitutionslinde (Tilia spec. – Hochstubben), zwei von ursprünglich sechs ehemals geschnittenen Sommer-Linden (Tilia platyphyllos) im Schlosshof, eine gelbblühende Rosskastanie (Aesculus flava), Rot-Eichen (Quercus rubra), Stiel-Eichen (Quercus robur), eine Eibe (Taxus baccata) im westlichen Garten - Sonstige Schutzgüter: - Bodenrelief: der heute trockenen Wallgraben schließt den westlichen Garten ein, der östliche Bereich ist verfüllt, der Nixstein befindet sich auf einem erhöhen Felsplateau über der Mulde - Blickbeziehungen: Aussichtspunkt auf dem Nixstein, die Sicht über die Mulde ist derzeit durch Gehölzaufwuchs gestört, verschiedene Sichtbeziehungen in die Muldelandschaft | 09300143 |
| Weitere Bilder | Schloss (Am Schloß 1), drei Wirtschaftsgebäude auf der Ostseite (Am Schloß 4 und die beiden südlich anschließenden Bauten), ehemalige Brennerei (südlich gegenüber Am Schloß 2), Bedienstetenwohnhaus (ohne Anschrift, südlich der Brennerei) und Gutsscheune (neben Am Schloß 2), zwei Brücken und Taubenhaus (Einzeldenkmale der Sachgesamtheit 09300143) | Am Schloß 1, 4 (Karte)                                                                      | Anlage Ende 16. Jahrhundert (Schloss); spätes 16. Jahrhundert (Zufahrtsbrücke); bezeichnet mit 1851 (Gutsscheune); bezeichnet mit 1862 (Gutsbrennerei); bezeichnet mit 1875 (Wirtschaftsgebäude) | Einzeldenkmale der Sachgesamtheit Schloss und Rittergut Podelwitz; eines der schönsten Rittergutsschlösser der Renaissancezeit in Sachsen, charakteristische Wirtschaftsbauten des 19. Jahrhunderts, ortsgeschichtliche, kulturgeschichtliche, baugeschichtliche, künstlerische sowie landschaftsgestaltende und städtebauliche (ortsbildprägende) Bedeutung. - Schloss: ursprünglich Wasserburg, von Gräben umgeben, zugänglich über zwei steinerne Brücken - ausgedehnter Wirtschaftshof: - Ehemaliges Stallgebäude mit Wohnstuben gegenüber dem Schloss: datiert mit 1875 (Flurstück 287f, 287g) - Brennerei an der Straße: datiert mit 1862 (Flurstück 287/2) - Scheune: datiert mit 1851 (Flurstück 287/1) - Bedienstetenwohnhaus an der Straße: datiert mit 1866 (Flurstück 287/2) - Wirtschaftsbauten: vorwiegend Bruchsteinmauerwerk, teilweise auch Ziegel, Gewände in Porphyrtuff oder Sandstein - Taubenhaus (Flurstück 287/5): runder Schaft in Stein, hölzerner Taubenschlag mit Rhombendach | 08970860 |
|                | Häuslerhaus | Kirschberg 1 (Karte)                                                                        | Um 1830 | Fachwerkbau in ortsbildprägender Lage, sozial- und baugeschichtlich von Bedeutung. Massiv, Traufseite Obergeschoss Fachwerk, Krüppelwalmdach, hoher Erneuerungsgrad, trotzdem Denkmalrelevanz wegen Standort im Dorfkern. | 08970867 |
| Weitere Bilder | Gasthof mit Saalanbau und Scheune | Leisniger Landstraße 1 (Karte)                                                              | Mitte 19. Jahrhundert (Gasthof); 1894 (Scheune) | Putzbau mit Putzgliederungen, ortsbildprägende Ecklage an Straßenkreuzung, orts- und baugeschichtlich von Bedeutung. Zweigeschossiger Putzbau in guter architektonischer Gestaltung, Mischmauerwerk, Putzgliederung, Fenster DDR-mäßig erneuert, originale Haustür, Scheune: Natursteinmauerwerk, teilweise verputzt, Satteldach. | 08970862 |
| Weitere Bilder | Wohnhaus, vermutlich ehemaliges Gärtnerhaus | Muldengasse 4 (Karte)                                                                       | Um 1800 | Massivbau mit verkleideten Fachwerkgiebeln, historisch interessant im Zusammenhang mit dem Schlossbereich, singuläre Hausform, heimat- und baugeschichtliche Bedeutung. Eingeschossig, massives Erdgeschoss, Giebel im Dachbereich Fachwerk, Mansarddach. | 08970869 |
| Weitere Bilder | Villa Muldenschlößchen | Muldengasse 5 (Karte)                                                                       | Bezeichnet mit 1869 | Malerischer Putzbau in den Formen der deutschen Neorenaissance, reizvolle Lage am Muldeufer nahe Schloss Podelwitz, orts- und baugeschichtlich von Bedeutung. Zweigeschossiger Putzbau, 1893 anspruchsvoller Umbau in den Formen der deutschen Renaissance, Gliederungselemente in Porphyrtuff, Turmanbau. | 08970861 |
|                | Häusleranwesen, bestehend aus Wohnhaus und Scheune, dazugehörig Brunnenhaus unterhalb der gegenüberliegenden Straßenseite | Podelwitzer Hauptstraße 16 (Karte)                                                          | 18. Jahrhundert (Häusleranwesen); bezeichnet mit 1844 (Brunnenhaus) | Lehmbau mit Fachwerk, am Ortseingang gelegen, heimat- und baugeschichtlich von Bedeutung. - Wohnhaus: Lehmbau mit Fachwerk, Giebel verbrettert, Satteldach mit Schieferdeckung - kleine Scheune: Lehmbau mit Eckverstärkung in Naturstein - Brunnenhaus unterhalb der gegenüberliegenden Straßenseite: Türgewände aus Porphyrtuff, Schlussstein bezeichnet mit „B. v. L. 1844.“ | 08970863 |
| Weitere Bilder | Bergkeller | Podelwitzer Hauptstraße 16 (gegenüber) (Karte)                                              | 2. Hälfte 19. Jahrhundert | Ursprünglich zum Rittergut gehörig, ortsgeschichtliche Bedeutung. Bruchstein, Front DDR-mäßig erneuert. | 08970864 |

## Tabellenlegende
- Bild: Bild des Kulturdenkmals, ggf. zusätzlich mit einem Link zu weiteren Fotos des Kulturdenkmals im Medienarchiv Wikimedia Commons. Wenn man auf das Kamerasymbol klickt, können Fotos zu Kulturdenkmalen aus dieser Liste hochgeladen werden:
- Bezeichnung: Denkmalgeschützte Objekte und ggf. Bauwerksname des Kulturdenkmals
- Lage: Straßenname und Hausnummer oder Flurstücknummer des Kulturdenkmals. Die Grundsortierung der Liste erfolgt nach dieser Adresse. Der Link (Karte) führt zu verschiedenen Kartendiensten mit der Position des Kulturdenkmals. Fehlt dieser Link, wurden die Koordinaten noch nicht eingetragen. Sind diese bekannt, können sie über ein Tool mit einer Kartenansicht einfach nachgetragen werden. In dieser Kartenansicht sind Kulturdenkmale ohne Koordinaten mit einem roten bzw. orangen Marker dargestellt und können durch Verschieben auf die richtige Position in der Karte mit Koordinaten versehen werden. Kulturdenkmale ohne Bild sind an einem blauen bzw. roten Marker erkennbar.
- Datierung: Baubeginn, Fertigstellung, Datum der Erstnennung oder grobe zeitliche Einordnung entsprechend des Eintrags in der sächsischen Denkmaldatenbank
- Beschreibung: Kurzcharakteristik des Kulturdenkmals entsprechend des Eintrags in der sächsischen Denkmaldatenbank, ggf. ergänzt durch die dort nur selten veröffentlichten Erfassungstexte oder zusätzliche Informationen
- ID: Vom Landesamt für Denkmalpflege Sachsen vergebene, das Kulturdenkmal eindeutig identifizierende Objekt-Nummer. Der Link führt zum PDF-Denkmaldokument des Landesamtes für Denkmalpflege Sachsen. Bei ehemaligen Kulturdenkmalen können die Objektnummern unbekannt sein und deshalb fehlen bzw. die Links von aus der Datenbank entfernten Objektnummern ins Leere führen. Ein ggf. vorhandenes Icon  führt zu den Angaben des Kulturdenkmals bei Wikidata.